# الکسی کلشوف
الکسی ولادیمیرویچ کُلشوف (به روسی: Алексей Владимирович Кулешов) (زاده ۲۴ فوریه ۱۹۷۹) بازیکن والیبال اهل روسیه است. کلشوف از سال ۱۹۹۸ تا ۲۰۰۹ عضو تیم ملی والیبال روسیه بود. او به همراه تیم ملی روسیه دو مدال برنز المپیک سال های ۲۰۰۴ و ۲۰۰۸ و مدال نقراه المپیک ۲۰۰۰ را کسب نمود و مدال برنز قهرمانی اروپا ۲۰۰۱ و مدال نقره جام جهانی ۲۰۰۷ را نیز در کارنامه خود دارد. در قهرمانی جوانان جهان ۱۹۹۹، لیگ جهانی ۲۰۰۲، لیگ قهرمانان اروپا ۲۰۰۴ و جام جهانی ۲۰۰۶ به عنوان بهترین دفاع وسط این مسابقات انتخاب شد و در سال های اخیر دو نشان ملی هم به او اهدا گشت.